# لوئیس کارلوس کوارترو
لوئیس کارلوس کوارترو (انگلیسی: Luis Carlos Cuartero؛ زادهٔ ۱۷ اوت ۱۹۷۵) یک بازیکن فوتبال اهل اسپانیا است.
از باشگاه‌هایی که در آن بازی کرده‌است می‌توان به باشگاه فوتبال رئال ساراگوسا و تیم ملی فوتبال زیر ۲۳ سال اسپانیا اشاره کرد.